# Chris Beckett
Chris Beckett (ur. 1955) – brytyjski pracownik socjalny, wykładowca uniwersytecki oraz pisarz fantastyki naukowej. Napisał kilka podręczników, wiele opowiadań oraz sześć powieści. W Polsce ukazały się trzy jego powieści, wydane w ramach serii wydawniczej Uczta Wyobraźni. W 2013 jego powieść z 2012 pod tytułem Ciemny Eden zdobyła Nagrodę im. Arthura C. Clarke’a. 

## Życiorys
Beckett uczył się w Dragon School w Oksfordzie oraz w Bryanston School w Dorset w Anglii. W 1977 zdobył licencjat z psychologii na Uniwersytecie Bristolskim, a następnie do 1981 studiował na Uniwersytecie Walijskim. Jest też magistrem filologii angielskiej, który obronił w 2005. Studiował tę dziedzinę na Anglia Ruskin University, gdzie od 2000 wykłada. Przez 8 lat był pracownikiem socjalnym, a przez 10 lat kierował zespołem pracy socjalnej dzieci i rodzin.

## Dzieła przetłumaczone na język polski

### CyklCiemny Eden
- Ciemny Eden (Dark Eden, 2012)
- Matka Edenu (Mother of Eden, 2015)
- Córka Edenu (Daughter of Eden, 2016)